# Dinotopia (mini-série)
Pour l’article homonyme, voir Dinotopia.
Dinotopia est une mini-série américaine en trois parties de 90 minutes réalisé par Marco Brambilla, adapté de l'univers Dinotopia et diffusée les 12, 13 et 14 mai 2002 sur le réseau ABC.
En France, la mini-série a été diffusée les 25 décembre 2002 et 1er janvier 2003 sur M6. En Belgique, elle est diffusée sur la RTBF durant trois semaines en février 2003.
Une série télévisée avec une distribution différente a été commandée par le réseau Disney ABC pour l'automne 2002, qui a été annulée après six épisodes pour budget trop élevé.

## Synopsis
Karl et David Scott sont les seuls rescapés d'un accident d'avion dans lequel leur père est porté disparu. Alors que leur avion coule dans l'océan, ils se retrouvent sur Dinotopia, une île peuplée de dinosaures ainsi que d'humains, échoués au travers des âges à proximité de l'île et qui ont fini par générer une population importante. Dans cette région les humains vivent principalement dans une grande agglomération futuriste mais avec une apparence proche de la période de la Renaissance. Ils sont coupés cependant du monde et profitent de l'arrivée de nouveaux naufragés pour être informés des dernières nouvelles. Les Dinosaures sont de plusieurs classes et certains peuvent être utilisés comme bêtes de somme, tandis que d'autres sont de brillants érudits.
Tandis que David Scott s'intègre et s'adapte aux règles de Dinotopia, son frère Karl n'a qu'un objectif : Fuir au plus tôt cette mascarade, retrouver leur père et rentrer chez eux, quels que soient les moyens, même les moins légaux. De plus les frères apprennent que Dinotopia court un grave danger, pouvant l'exposer aux attaques de dinosaures carnivores, anormalement agités et de plus, il n'y a aucune technologie moderne, que ces habitants de l'île ne connaissent pas.

## Fiche technique
Sauf indication contraire, les informations mentionnées dans cette section peuvent être confirmées par la base de données cinématographiques IMDb,  présente dans la section « Liens externes ».
- Titre : Dinotopia
- Réalisation : Marco Brambilla
- Scénario : Simon Moore, d'après le livre de James Gurney
- Musique : Trevor Jones
- Photographie : Tony Pierce-Roberts
- Décors : Peter Walpole
- Costumes : Charles Knode
- Montage : Oral Norrie Ottey
- Production : Dusty Symonds, William P. Cartlidge
- Sociétés de production : Hallmark Entertainment
- Pays d'origine :  États-Unis
- Langue originale : anglais
- Type : mini-série
- Genre : fantastique
- Budget : 90 000 000 $ pour les 3 épisodes.
- Durée : 3 épisodes de 90 minutes chacun
- Dates de premières diffusions : 
  - États-Unis : 12 mai 2002, 13 mai 2002 et 14 mai 2002 sur ABC
  - France : 25 décembre 2002 et 1er janvier 2003 sur M6

## Distribution
- Wentworth Miller (VF : Christophe Lemoine) : David Scott
- Tyron Leitso (VF : Damien Ferrette) : Karl Scott
- David Thewlis (VF : Gabriel Le Doze) : Cyrus Crabb
- Katie Carr (VF : Sauvane Delanoe) : Marion Waldo
- Alice Krige (VF : Anne Jolivet) : Rosemary Waldo
- Jim Carter (VF : Gérard Rinaldi) : Maire Waldo
- Colin Salmon (VF : Jean-Paul Pitolin) : Oonu
- Geraldine Chaplin (VF : Anne Deleuze) : Oriana
- Lee Evans (VF : Patrick Osmond) : Zipeau (voix)
- Stuart Wilson (VF : Guy Chapellier) : Frank Scott
- Hannah Yelland (en) : Romana Denison
- Anna Maguire : Samantha Waldo
- Terry Jones : Perruche Postale (voix)

 Source et légende : version française (VF) sur RS Doublage

## Distinctions
Sauf indication contraire, les informations mentionnées dans cette section peuvent être confirmées par la base de données cinématographiques IMDb,  présente dans la section « Liens externes ».
- Primetime Emmy Award 2002 :
  - meilleurs effets spéciaux
  - 5 autres nominations